# مسجد الكوت
مسجد الكوت في البصرة من مساجد العراق القديمة التراثية، والتي بناها الشيخ عبد العزيز الراشد والمحسنين من أسرة آل الراشد، عام 1326 هـ/1908م، وقد كان من اللبن والطين والقصب وجريد النخيل ويقع في حوز الكوت التابع لقضاء الفاو.
ثم جرى هدمه وتجديد بناؤه عام 1335 هـ/1917م، ثم جدد ورمم بناؤه عدة مرات في عام 1374 هـ/1954م، وفي عام 1385 هـ/1965م، ببناء حديث بمادة الطابوق على نفقة عائلة آل الراشد. وتقام فيهِ حالياً الصلوات الخمس المكتوبة.

## محتوياته
- غرفة للإمام والخطيب جوار الحرم.
- غرفة مخزن، ومكان للوضوء.
- دار بجوار المسجد لسكن الإمام.
- يحوي المسجد منبرا من الخشب جميل التصميم بارتفاع متر ونصف.

وكان في المسجد مدرستان لتحفيظ القرآن هدمتا بعد احتلال الفاو.

## أسماء الإئمة والخطباء
ومن الائمة الذين تعاقبوا على منصب الإمامة فيه:
- الملا عبد الرحمن الراشد.
- الشيخ عبد الكريم الراشد.
- الملا سلمان غانم الراشد
- الملا خليفة محمد الراشد.
- الملا عبد الرحيم عيسى، من عام 1953م، وحتى عام 1980م، (إمام وخطيب).
- الأستاذ عيسى عبد الحميد الراشد، (الإمام الحالي).[1]